# Habenaria longicornu
Habenaria longicornu är en orkidéart som beskrevs av John Lindley. Habenaria longicornu ingår i släktet Habenaria och familjen orkidéer. Inga underarter finns listade i Catalogue of Life.